# Ötvösfalva
Ötvösfalva (ukránul: Золотарьово) település Ukrajnában, Kárpátalján, a Huszti járásban.

## Fekvése
Huszttól északkeletre, Kövesliget és Husztsófalva közt fekvő település.

## Története
1910-ben 2032 lakosából 9 magyar, 66 német, 1957 román volt. Ebből 1965 görögkatolikus, 66 izraelita volt. A trianoni békeszerződés előtt Máramaros vármegye Huszti járásához tartozott.

## Népesség
Ötvösfalva nagyrészt rutén lakosságú falu.

## Nevezetességek
- Görögkatolikus Fatemplomát Keresztelő  Szent János tiszteletére szentelték fel. Anyakönyvei 1806-tól vannak vezetve.